# Révy Dezső
Révy Dezső (Szombathely, 1900. október 7. – Budapest, 1954. április 17.) botanikus, egyetemi tanár.

## Életpályája
Révy Ferenc (1876–1955) államvasúti hivatalnok és Fettich Etelka fiaként született. Középiskolai tanulmányait a Csornai Premontrei Kanonokrend Szombathelyi Főgimnáziumában végezte (1919). 1921-ben szerzett oklevelet a Magyaróvári Gazdasági Akadémián, majd beiratkozott a budapesti Pázmány Péter Tudományegyetem Bölcsészettudományi Karára és mint az Eötvös József Collegium tagja, természetrajzi tárgyakat és kémiát hallgatott. 1923–1924 között gyakornok volt a Magyaróvári Gazdasági Akadémián. Egyetemi tanulmányainak folytatása érdekében a budapesti Állatorvosi Főiskola Növénytani Tanszékéhez kérte áthelyezését. Mágócsy-Dietz Sándor professzor javaslatára már mint másodéves hallgató megbízást kapott az Általános Növénytani Intézetnél díjas gyakornoki teendők ellátására. 1925-ben visszatért Magyaróvárra, ahol gyakornoki teendői mellett az intézmény könyvtárában is dolgozott. 1925-től 1929-ig terjedő magyaróvári évei alatt számos szakcikke, közleménye jelent meg a szaksajtóban. 1929–1932 között a Debreceni Gazdasági Akadémián tanított, azonban hamarosan visszatért Magyaróvárra, ahol korábban elkezdett vállalkozását folytatta: Moson vármegye flórájának és faunájának felderítését, feldolgozását. Egyetemi tanulmányait csak 1934-ben fejezte be a debreceni Tisza István Tudományegyetemen summa cum laude bölcsészdoktorátussal. 1939–1944 között rendszeresen kutatta Magyaróvár bogár faunáját. 1949-től az Agráregyetemen működött, 1950-től mint egyetemi tanár. 1951–1952 között a mezőgazdasági gépészeti kar dékánja volt. 
Felesége Steiner Ilona volt, akivel 1940-ben Mosonmagyaróváron kötött házasságot.1900

## Munkássága
A változatos élőhelyeket kutatva, részletesen leírta a tápnövényeket és 2500 fajt tartalmazó, 30 000 példányból álló gazdag gyűjteményt hozott létre. 
Korai halála megakadályozta abban, hogy gyűjteményét teljesen feldolgozza, eredményeit közzétegye. A gyűjteményt végakaratában a Természettudományi Múzeum Állattárának adományozta.

## Főbb munkái
- Heteroderás zabgyökerek cytologiai és anatómiai vizsgálata. Magyaróvár, 1934.